# Coendou insidiosus
Coendou insidiosus também chamado de porco-espinho-da-Bahia é uma espécie de roedor da família Erethizontidae. É endêmico do Brasil, onde é encontrada apenas na Mata Atlântica do Sudeste brasileiro.